# Мезулич, Мате
Мате Мезулич (хорв. Mate Mezulić, 15 июля 1981, Пула) — хорватский бобслеист, разгоняющий, выступает за сборную Хорватии с 2007 года. Участник зимних Олимпийских игр в Ванкувере, неоднократный победитель национального первенства, участник чемпионатов мира и многих этапов Кубков Европы и мира.

## Биография
Мате Мезулич родился 15 июля 1981 года в городе Пула. Активно заниматься бобслеем начал в 2007 году, тогда же в качестве разгоняющего прошёл отбор в национальную сборную и стал ездить на крупные международные старты, порой показывая довольно неплохой результат. Год спустя дебютировал в Кубке Европы, на этапе в австрийском Иглсе с четырёхместным экипажем финишировал двадцатым. Следующий сезон провёл на этапах североамериканского кубка, несколько раз останавливался в шаге от призовых позиций, например, в декабре 2009 года на трассе американского Лейк-Плэсида в зачёте четвёрок разместился на шестой строке.
Благодаря череде удачных выступлений Мезулич удостоился права защищать честь страны на зимних Олимпийских играх 2010 года в Ванкувере, где, находясь в четырёхместном экипаже опытного пилота Ивана Шолы, закрыл двадцатку сильнейших. В постолимпийском сезоне из-за высокой конкуренции часто вынужден был соревноваться на второстепенных менее значимых турнирах, при этом из крупных стартов в 2011 году участвовал в заездах взрослого чемпионата мира в немецком Кёнигсзее, был здесь с четвёркой тридцатым. В январе 2013 года после долгого перерыва Мате Мезулич вновь вернулся на Кубок мира, на трассе в Иглсе финишировал тридцатым с двойкой и двадцать восьмым с четвёркой.